# Marcel Fehr
Marcel Fehr (* 20. Juni 1992 in Freiburg im Breisgau) ist ein deutscher Leichtathlet, der sich auf den Mittel- und Langstreckenlauf spezialisiert hat und auch Cross lief.

## Berufsweg
Fehr studierte Internationales Management an der Hochschule für angewandte Wissenschaften Ansbach und absolvierte danach einen Master im Management an der Universität Hohenheim. Anschließend absolvierte er ein Volontariat beim Südwestrundfunk (SWR) und arbeitet seitdem als Journalist.[7]

## Sportliche Karriere
Marcel Fehr trainiert seit dem Jahr 2005. In der Schüler- und Jugendzeit lag sein Fokus auf den 1500- und 3000-Meter-Läufen. Über diese Distanzen führte er über mehrere Jahre immer wieder die deutsche Bestenliste in den jeweiligen Jugendklassen an.
2009 wurde Fehr über 3000 Meter Deutscher U18-Meister, nachdem er über diese Distanz vier Wochen zuvor bei den Jugendweltmeisterschaften (U18) in Brixen den 7. Platz erreicht hatte.
2010 wurde er Deutscher U20-Hallenmeister über 3000 Meter. Bei den Deutschen Crosslauf-Meisterschaften holte er sich den Titel in der U20-Klasse. Über 1500 Meter kam er bei den Juniorenweltmeisterschaften (U20) in Moncton auf den 6. Platz und wurde auf dieser Strecke Deutscher U20-Meister.
2011 verfehlte Fehr mit dem 4. Platz im 1500-Meter-Lauf eine Medaille bei den Junioreneuropameisterschaften (U20) in Tallinn und wurde Deutscher U20-Meister sowohl über 3000 und 5000 Meter.
2012 war seine erste Saison in der Aktivenklasse, aber ein folgenschwerer Zusammenprall mit einem Couchtisch, eine Knieentzündung, Virusinfektion, Fehlbelastung durch zu frühe Rückkehr ins Training und Probleme am anderen Bein bewirkten einen Saisonausfall.
2013 kam Fehr bei den Deutschen Hallenmeisterschaften noch auf einen 5. Platz über 3000 Meter. Aber eine weitere Knieverletzung durch ein Sturz auf einer Eisplatte sorgten dafür, dass er für den Saisonhöhepunkt nicht rechtzeitig in Form kam, denn wieder aus zu großem Ehrgeiz belastete er sein Knie im Höhentrainingslager in Flagstaff (USA) zu früh und kam mit Achillessehnenproblemen zurück, was ihn die Qualifikation zur U23-EM in Finnland kostete. Bei den Deutschen Meisterschaften musste Fehr über 5000 Meter sogar aufgeben.
2014 wurde er in der Hallensaison Deutsche Hochschulhallenmeister über 800 Meter und sicherte sich Bronze bei den Deutschen Hallenmeisterschaften über 3000 Meter. Schließlich wurde er in seinem letzten Juniorenjahr noch Deutscher U23-Meister im 5000-Meter-Lauf. Am Jahresende führte er die deutsche Jahresbestenliste der Junioren bei den 3000 und 5000 Metern an.
2015 wurde Fehr Deutscher Hochschulmeister über 1500 Meter. Verletzungen und gesundheitliche Probleme bremsten ihn danach wieder aus, zuletzt ein Kreislaufkollaps bei der Team-Europameisterschaft.
2016 bestritt er keine Meisterschaften, nahm aber an Meetings teil.
2017 wurde Fehr über 1500 Meter wieder Deutscher Hochschulmeister und holte auf dieser Distanz Bronze bei den Deutschen Meisterschaften. Mit der Mannschaftswertung wurde er Team-Europameister. Am Jahresende lag Fehr bei den 3000 und 5000 Metern jeweils auf Platz zwei in der deutschen Jahresbestenliste der Aktiven.
2018 kam er über 5000 Meter bei den Deutschen Meisterschaften auf den fünften und bei den Europameisterschaften in Berlin auf den 18. Platz. Am Jahresende lag Fehr bei den 3000 und 5000 Metern erneut jeweils auf Platz zwei in der deutschen Jahresbestenliste der Aktiven.

## Vereinszugehörigkeiten
Marcel Fehr startet aktuell für die LG Filstal, bis einschließlich 2020 war er bei der SG Schorndorf 1846 und trat bis 2014 für die LG Limes-Rems an. Erster Verein war der TSF Welzheim.

## Bestleistungen
(Stand: 31. Januar 2020)
Halle
- 800 m: 1:51,32 min, Frankfurt-Kalbach, 5. Februar 2014
- 1500 m: 3:43,62 min, Düsseldorf, 8. Februar 2013
- 3000 m: 7:57,06 min, Karlsruhe, 31. Januar 2020

Freiluft
- 1000 m: 2:22,15 min, Pliezhausen, 13. Mai 2018
- 1500 m: 3:40,06 min, Montbéliard (Frankreich), 5. Juni 2015
- 1 Meile: 4:04,08 min, Schorndorf, 12. Juli 2017
- 3000 m: 7:54,63 min, Pliezhausen, 18. Mai 2014
- 5000 m: 13:31,29 min, Heusden-Zolder (Belgien), 22. Juli 2017
- 8-km-Lauf: 23:43 min, Bulle (Schweiz), 17. November 2018
- 10-km-Straßenlauf: 29:47 min, Backnang, 31. Dezember 2016

## Erfolge
national
- 2009: 4. Platz Deutsche Crosslauf-Meisterschaften (U18) 3,1 km
- 2009: Deutscher U18-Meister (3000 m)
- 2010: Deutscher Crosslaufmeister (U20), 6. Platz Mannschaft
- 2010: Deutscher U20-Hallenmeister (3000 m)
- 2010: Deutscher U20-Meister (1500 m)
- 2011: Deutscher U20-Meister (3000 und 5000 m)
- 2013: 5. Platz Deutsche Hallenmeisterschaften (3000 m)
- 2014: Deutscher Hochschulhallenmeister (800 m)
- 2014: 3. Platz Deutsche Hallenmeisterschaften (3000 m)
- 2014: Deutscher U23-Meister (5000 m)
- 2015: Deutscher Hochschulmeister (1500 m)
- 2018: 5. Platz Deutsche Meisterschaften (5000 m)

international
- 2009: 7. Platz Jugendweltmeisterschaften (U18) (3000 m)
- 2010: 6. Platz Juniorenweltmeisterschaften (U20) (1500 m)
- 2011: 4. Platz Junioreneuropameisterschaften (U20) (1500 m)
- 2017: Team-Europameister (Mannschaft, 5. Platz Einzel)
- 2018: 18. Platz Europameisterschaften (5000 m)

## Sonstiges
- Ende 2018 nahm Fehr an der Spielshow Catch! Der große Sat.1 Fang-Freitag teil.